# Но пасаран
„Но пасаран“ (шп. No pasarán - неће проћи) је парола која је често коришћена у Шпанском грађанском рату, а означава спремност да се неки положај по сваку цену брани од непријатеља.

## Употреба
Ова парола је први пут коришћена 1916. године од стране Француза, за време Верденске битке.
Касније поново улази у употребу за време Шпанског грађанског рата, где је коришћена од стране шпанских комуниста, као симбол одбране Мадрида од националиста, фашиста и монархиста, предвођених генералом Франсиском Франком.
Пошто су националистичке снаге ушле у Мадрид, Франко је изјавио (шп. Hemos pasado - прошли смо), чиме је означио победу у грађанском рату.
Ова парола је данас постала главни слоган левичарских групација у свету, приликом сукоба са десничарима.